# Josef Svatoň

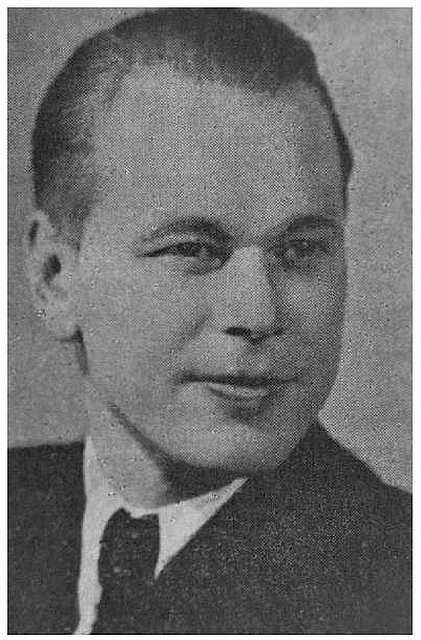
Kapitán Eduard Soška (alias „Eda“ nebo „Skřivánek“)

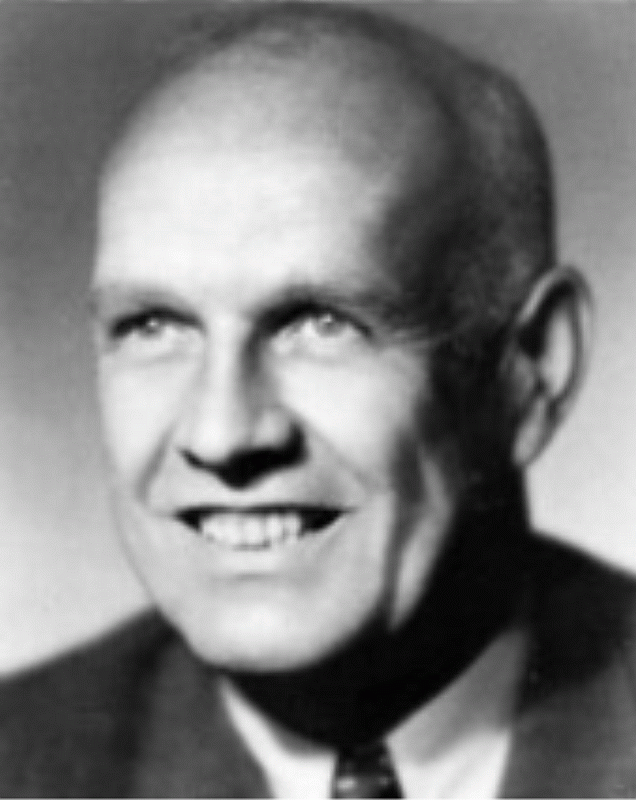
Profesor JUDr. Josef Grňa

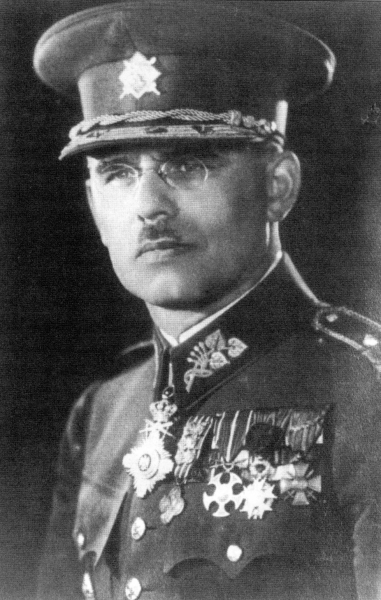
Generál Vojtěch Luža

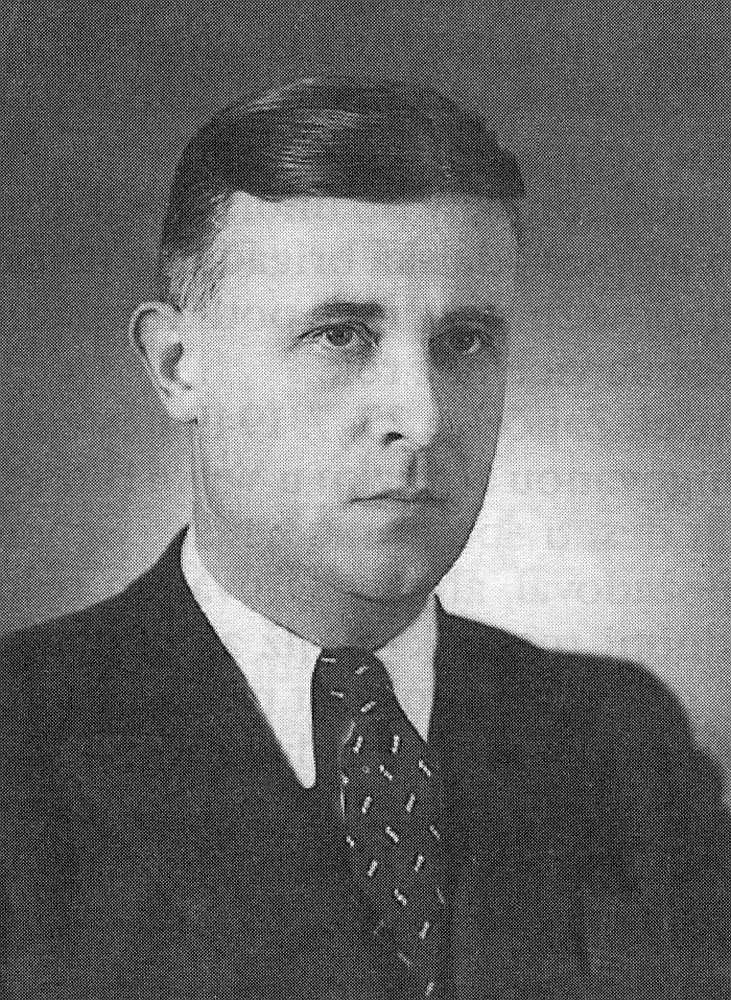
In memoriam generál Josef Robotka

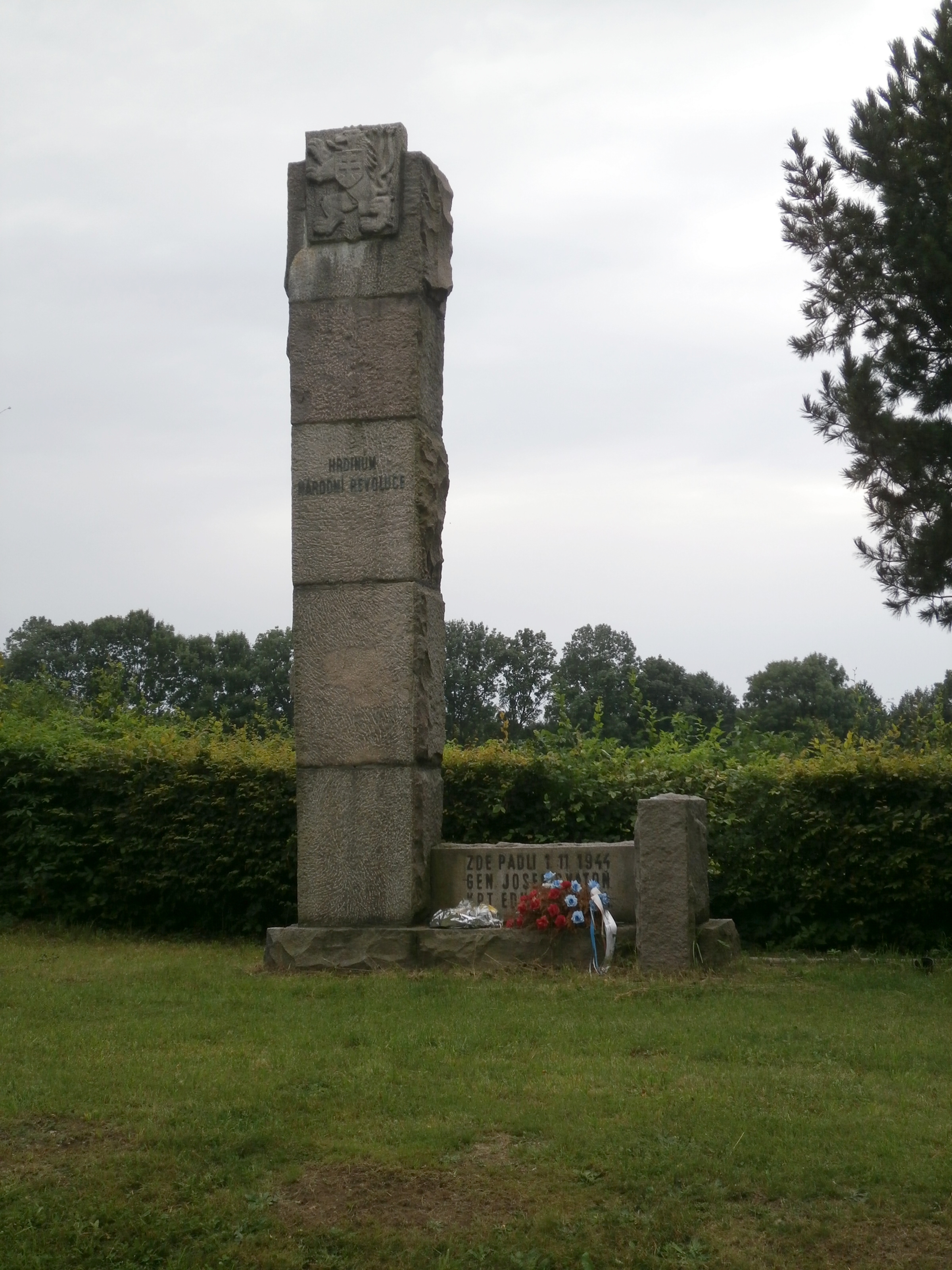
Pomník generála Josefa Svatoně a kapitána Eduarda Sošky

Josef Svatoň (8. března 1896 Dolní Roveň – 1. listopadu 1944 Paseky) byl příslušníkem československých legií na Rusi, vojákem z povolání (důstojníkem) prvorepublikové československé armády (hodnost podplukovník in memoriam povýšen na generála) a dostihovým jezdcem. Za protektorátu se zapojil do protiněmeckého odboje v řadách vojenské ilegální organizace Obrana národa (ON) a v Radě tří (R3). Jako velitel partyzánů ve východních Čechách byl zastřelen při uniku z obklíčení gestapem.

## Život

### První světová válka
Josef Svatoň se narodil 8. března 1896 v obci Dolní Roveň u Pardubic. Ještě před vypuknutím první světové války se vyučil řezníkem. V roce 1915 musel narukovat k vojenskému jezdectvu Rakousko-uherské armády a poté byl odeslán na ruskou frontu. V hodnosti vojína strážmistra sloužil u 2. hulánského pluku, když u města Kremence dne 4. června 1916 padl (přešel dobrovolně) do ruského zajetí. V Kyjevě si v létě 1916 podal přihlášku do československých legií, kam byl v hodnosti vojína zařazen 9. července 1916 k 1. střeleckému pluku. Spolu s ostatními československými legionáři na Rusi se účastnil bitvy u Zborova (1. až 2. července 1917) a následně (během občanské války v Rusku) absolvoval s československými legiemi celou sibiřskou anabázi. Svoje vojenské působení v řadách československých legií ukončil (v hodnosti kapitána služebně u 1. jízdního pluku) formálním vyřazením ke dni 2. srpna 1920.

### První republika
Po návratu do Československa se zařadil do nově se formující československé armády v hodnosti nadporučíka ověnčen několika vyznamenáními za svoji bojovou činnost. Během své vojenské služby v prvorepublikové armádě vystřídal několik lokalit, sloužil v Terezíně, v Bratislavě a ve Vysokém Mýtě.
Díky vynikajícím výsledkům v disciplíně „jízda na koni“ byl v roce 1935 nominován do příprav na olympijské hry 1936 v Berlíně. Ještě před dokončením tréninku (vzhledem k zostřující se mezinárodně–politické situaci) byl (na vlastní žádost) uvolněn ze sportovní přípravy a olympiády v Berlíně v roce 1936 se neúčastnil.

### Protektorát

#### Zapojení do odboje
Po nastolení Protektorátu Čechy a Morava (po 15. březnu 1939) a po rozpuštění prvorepublikové československé armády se Josef Svatoň zapojil do odbojové činnosti v Obraně národa ve východních Čechách. Poté, co v roce 1941 jen těsně unikl zatčení, ponořil se do ilegality a v březnu 1942 se přesunul na Českomoravskou vysočinu. (V odboji používal krycí jméno „Doubek“.) Od té doby žil jako psanec, nucen ukrývat se na různých místech v ilegálních bytech či skrýších. V ilegalitě působil Josef Svatoň celkem tři roky.
Do ilegální činnosti zapojoval hasičské spolky na Vysokomýtsku a Chrudimsku. Postupně navázal spojení s ilegální organizací KSČ na Prosečsku, na jaře 1944 se napojil na Radu tří (profesor Josef Grňa) a vešel do kontaktu s velitelem partyzánů Karlem Veselým-Štainerem na Českomoravské vysočině. Během své protiněmecké „podzemní“ činnosti organizoval partyzánské jednotky, spolupracoval se členy paradesantních výsadků z Velké Británie a také pomáhal uprchlým sovětským válečným zajatcům.

#### V Radě tří
Byl jeden z předních činitelů odbojové organizace Rada tří (R3), která vznikla v roce 1942 a v jejímž čele byli generál Vojtěch Luža a profesor JUDr. Josef Grňa. R3 působila hlavně v oblasti Českomoravské vrchoviny (spadala do oblasti Chrudimska). Jako člen R3 byl Josefem Grňou určen, aby ve vojenském vedení R3 (v celé oblasti Vysočiny) zastoupil generála Vojtěcha Lužu poté, co byl Luža 2. října 1944 zastřelen v obci Hřiště u Přibyslavi. Svatoň ale velení R3 (svoji moc) převedl obratem na vojenský kolektivní výbor tvořený Karlem Veselým-Štainerem, podplukovníkem Josefem Robotkou a kapitánem Eduardem Soškou.

#### Soumrak
Na podzim 1944 se gestapu podařil průnik do ilegální sítě hasičských spolků a kruté výslechy zatčených osob poskytly německé státní tajné policii nové stopy. Rada tří využívala k úschově ilegální vysílačky Milada (a k dočasnému úkrytu svých členů) objekt v Proseči, kde bydleli manželé Hartmanovi. Ke konci října 1944 navštívil Hartmanovi jim neznámý muž (člen pardubického gestapa) Hubert Hanouske, znal odbojové tajné heslo („Pod dubem, za dubem“) a sháněl se po poštovním úředníkovi Janu Hartmanovi. Paní Hartmanová jej nasměrovala ke Křemenákům a Ehrenbergerům. U Křemenáků gestapo nenašlo ani Hartmana a ani Svatoše a proto pokračovalo dále na Paseky nad Prosečí k nadlesnímu Ehrenbergerovi, jehož hájenku obklíčilo 1. listopadu 1944 v 7.00 hodin ráno celkem osm mužů.

#### V obklíčení
Gestapo vyzvalo hajného Ehrenbergera aby se vzdal (a otevřel) a do hájenky poslalo českého protektorátního četníka Protivínského. Ehrenberger po krátkém výslechu přiznal, že na půdě hájovny někoho ukrývá. Následoval výstup k půdě v pořadí Ehrenberger, Protivínský a člen gestapa. Na půdě panovala tma, okno vedoucí do zahrady bylo zatemněné. Když skupina dosáhla posledního schodu uskočil hajný stranou a vzápětí nato uslyšel dvojí cvaknutí kohoutku. Protivínský skočil ze schodů dolů a spolu s ním padal i člen gestapa. Svatoňovi nejspíše selhala pistole, ale v nastalém zmatku unikli spolu se Soškou oknem do zahrady a prchali úvozem pryč od hájenky. Německá obsluha kulometu na ně zahájila střelbu.

#### Poslední minuty
Podplukovník Josef Svatoň byl zraněn a kapitán Eduard Soška, poté, co se mu podařilo dostat se mimo nebezpečný otevřený prostor, se pokusil pro Svatoně vrátit. Palba z kulometu zasáhla Sošku, který ve svízelné situaci spáchal sebevraždu vlastní zbraní. Těžce zraněný Svatoň se živý do rukou gestapa rovněž nedostal. Těla obou odbojářů nacisté převezli do pardubického krematoria, avšak tamní pracovníci popel hrdinů uchovali. V místě přestřelky byl (o rok později) vztyčen památník věnovaný oběma vůdcům partyzánského odboje proti nacistům. V jeho základech je uložen jejich popel.

#### Ehrenbergerovi
Hájovnu opustil oknem během zátahu i hajný Ehrenberger, který využil nastalého zmatku a zmizel opačným směrem než Svatoň se Soškou. Ehrenbergerovi se podařilo z místa zátahu uniknout směrem k lesu, následně se přidal k partyzánům a do konce druhé světové války žil u Vomočilů ve Vidlaté Seči. V hájovně zbyla Ehrenbergerova manželka (utrpěla psychický šok a ztratila vědomí) a její sestra. Gestapo obě ženy, zatčeného Křemenáka a dvojici rakví odvezlo do Pardubic. V Malé pevnosti Terezín se paní Ehrenbergerová a její sestra dočkaly konce druhé světové války.

#### Hartmanovi
V období od konce října 1944 do listopadu 1944 pozatýkalo gestapo asi třicet místních spolupracovníků odboje. Zatýkání unikl jak poštovní úředník Jan Hartman, tak i jeho manželka a dcera. Složitou cestou se Hartmanovi dostali na Moravu do Věstínku k Dvořákovým, kde ale jeden z partyzánů omylem při čištění zbraně jejich dceru zastřelil. Na počátku 50. let 20. století byl Jan Hartman zatčen a v rámci komunistické akce „Malíř“ byl odsouzen k několika letům odnětí svobody.

#### Dopad na odboj
Rada tří byla smrtí podplukovníka Josefa Svatoně značně oslabena. Po Svatonově smrti se ilegální skupina, která kolem něj působila hlavně na Novoměstsku již od roku 1940, přejmenovala na skupinu „Generála Svatoně“.

### Po druhé světové válce
Podplukovník Josef Svatoň byl in memoriam po druhé světové válce povýšen do hodnosti generála.

## Vyznamenání a ocenění
- Československý válečný kříž 1914–1918[2]
- Československý řád Sokol s meči[2]
- Československá revoluční medaile[2]
- Československá medaile Vítězství[2]
- francouzský Válečný kříž 1914–1918 s palmou[2]
- Vojennyj orděn svjatogo Georgija IV. stěpeni; Řád svatého Jiří (kříž svatého Jiří), IV. třída (stupeň); III. třída (stupeň) a II. třída (stupeň)[2]
- ruská medaile svatého Jiří IV. stupně[2]
- Československý válečný kříž (in memoriam)[2]
- Odznak Československého partyzána (in memoriam)[2]

## Připomínky
- Ve Vysokém Mýtě se nachází ulice generála Svatoně.[12]
- V Proseči–Pasekách v místním parčíku generála Svatoně a kapitána Sošky u silnice číslo 357 vpravo u cesty (označen informační cedulí) se nachází osm metrů vysoký kamenná pomník Obětem 2. světové války respektive pomník věnovaný generálu Svatoňovi a kapitánu Soškovi. Autorem pomníku je architekt Jaroslav Mošek. Pomník byl slavnostně odhalen 1. listopadu 1945 (přesně rok po jejich smrti). V základech pomníku jsou uloženy urny s popelem obou jmenovaných odbojářů. Pomník připomíná místo, kde našli smrt oba vůdci partyzánského odboje proti nacistům. Na pomníku je nápis: HRDINŮM NÁRODNÍ REVOLUCE // ZDE PADLI 1.11.1944 / GEN. JOSEF SVATOŇ / KPT. EDUARD SOŠKA.[10][9]